# 蒼白帶天竺鯛
蒼白帶天竺鯛（學名：Taeniamia pallida），為輻鰭魚綱鈎頭魚目天竺鯛科帶天竺鯛屬下的一個種，分布於西印度洋阿曼中部附近的馬西拉島東側海域，深度可達12公尺，本魚體延長，長橢圓形，體稍側扁，頭大、眼大、口大且斜裂，頜齒細小，鋤骨和腭骨通常具齒，舌上無齒，前鰓蓋骨邊緣呈鋸齒狀，體被弱櫛鱗，體色灰白色，頭部及背部散佈黑色細點，尾鰭基部有一黑色圓斑，背鰭2個，尾鰭叉形，背鰭硬棘7枚、背鰭軟條9枚、臀鰭硬棘2枚、臀鰭軟條13-14枚，體長可達4公分，棲息岩礁區，成群活動，夜間活動，屬肉食性，繁殖期時，雄魚具有口孵習性，卵約7日化成仔魚，由雄魚吐出，具短暫的仔魚飄浮期，生活習性不明。